# 成果保証契約
成果保証契約（Performance-based logistics, PBL）とは、兵器システムの維持・整備を効率的に行うための施策である。この契約の特徴は、特定のシステムやコンポーネントに関し、その部品や役務の数量や工数に対してではなく、あらかじめ定義された業務評価指標の達成に対して対価が付与されることにある。この際、通常の契約よりも安価なコストで必要なパフォーマンスを達成することを目標とする場合もあれば、同じコストでより高いパフォーマンスを達成することを目標とする場合もある。 

PBLの目的は、兵器システムの可動率を統合的かつ経済的に最適化することにより、それを良好に維持・整備することにある。その目的を達成するためには、官側と民側の権限と責任を明確に区分するとともに、長期的なパートナーシップを構築することが重要となる。 
PBLの実施に必要な戦略を確立し、それを実行するのは、官側のプログラム・マネージャーの役割である。その戦略は、経済性を向上させつつ、装備品等全体の可用性の最適化を図るものでなければならない。そのためには、コスト、サービス、効率性などを対象としたトレードオフを行うことが必要となる。業務評価指標の設定の設定にあたっては、技術の成熟度、予算上の制約およびスケジュールを考慮しつつ、運用を踏まえた検討を行わなければならない。その内容は、民間企業の自主的な改善・効率化活動を促し、品質を維持・向上させ、かつ、長期的な経費の抑制を目指すものでなければならない。  
PBLは、民間企業単独の自助努力だけで行われるべきものではない。PBLの目的達成に必要なのは、官側も含めた総体的な業務遂行能力の向上である。そのためには、官民連携体制を構築し、官民の認識の共有およびパートナーシップの醸成が図られなければならない。
アメリカ国防総省においては、過去、業務評価指標の定義が不明確であったケースも存在した。このため、民間企業に、意図的にまたは非意図的にそれを誤って解釈し、不完全な役務を行う余地を与えてしまうこととなった。

## 歴史
1990年代の初頭、兵器システムの維持コストが増大し、その信頼性・即応性が低下して、重大な問題に発展することが懸念されるようになった。そんな中、2001年にアメリカ国防総省が「四年ごとの国防計画見直し」において提唱したのがPBLであった。以降、PBLは、アメリカ国防総省のみならず、他の諸外国においても採用され、兵器システムの可用性の向上、整備間隔の短縮、コストの削減などの成果をもたらしてきた。 

## 表彰
過去のPBLにおいては、予期していた以上の成果が得られたものもあった。アメリカ国防総省は、次の3つの分野における顕著な業績に対して、PBL賞（ PBL awards ）を毎年授与している。 
- コンポーネントレベルの業績
- サブシステムの業績
- システムレベルの業績

## 批判
PBLには、批判的な意見も存在する。 
2003年、アメリカ空軍は、CLS（Contractor Logistics Support, 請負業者兵站支援）契約よりも、空軍が保有する補給処で業務を行った方が安価であると判断した 。 
2009年、国防総省が開始した「兵器システム取得改革」は、こういった批判の声に答えることも目的としていた。その最終報告書は、PBLはその価値を失ってはないし、今後もその発展が促されるべきである、と結論付けた。   

## 日本における成果保証契約
日本の防衛省も、装備品の可動率の向上と長期的なコスト抑制を図る観点から、成果保証契約の導入に取り組んでいる。
防衛省におけるPBLは、「装備品等の維持・整備に係る業務について、部品等の売買契約若しくは製造請負契約又は修理等の役務請負契約の都度、必要な部品の個数や役務の工数に応じた契約を結ぶのではなく、役務の提供等により得られる成果（可動率の維持・向上、修理時間の短縮、安定在庫の確保等のパフォーマンスの達成）に主眼を置いて、官民の長期的なパートナーシップの下で包括的な業務範囲について契約を結ぶもの。」と定義されている。2011年には「防衛省PBL導入ガイドライン」が策定され、これに基づき、陸上自衛隊 特別輸送ヘリコプターEC-225LPを対象とした PBLパイロット ・ モデルをはじめとして、各自衛隊においてPBLの導入が進められている。